# Acanthomunna spinipes
Acanthomunna spinipes is een pissebed uit de familie Dendrotionidae. De wetenschappelijke naam van de soort is voor het eerst geldig gepubliceerd in 1914 door Vanhöffen.